# Karen O'Hara
Pour les articles homonymes, voir O'Hara.
Karen O'Hara est une chef décoratrice américaine née à Morton Grove (Illinois),,.

## Biographie
Karen O'Hara grandit à Morton Grove, dans la banlieue de Chicago (Illinois). Après avoir été au lycée à Northfield (Illinois), elle étudie à l'université de Chicago où elle obtient en 1977 un diplôme en design de la communication.

## Filmographie (sélection)

### Télévision
- 2015 : True Detective (8 épisodes)

### Cinéma
- 1986 : La Couleur de l'argent (The Color of Money) de Martin Scorsese
- 1991 : Le Silence des agneaux (The Silence of the Lambs) de Jonathan Demme
- 1993 : Philadelphia de Jonathan Demme
- 1995 : Le Président et Miss Wade (The American President) de Rob Reiner
- 1996 : Les Fantômes du passé (Ghosts of Mississippi) de Rob Reiner
- 2000 : Seul au monde (Cast Away) de Robert Zemeckis
- 2002 : Dragon rouge (Red Dragon) de Brett Ratner
- 2002 : Spider-Man de Sam Raimi
- 2004 : Un Noël de folie ! (Christmas with the Krank) de Joe Roth
- 2004 : Le Pôle express (The Polar Express) de Robert Zemeckis
- 2005 : Ma sorcière bien-aimée (Bewitched) de Nora Ephron
- 2007 : La Légende de Beowulf (Beowulf) de Robert Zemeckis
- 2009 : Le Drôle de Noël de Scrooge (A Christmas Carol) de Robert Zemeckis
- 2010 : Alice au pays des merveilles (Alice in Wonderland) de Tim Burton
- 2011 : Time Out (In Time) d'Andrew Niccol
- 2012 : Maman, j'ai raté ma vie (The Guilt Trip) d'Anne Fletcher
- 2014 : Famille recomposée (Blended) de Frank Coraci

## Distinctions

### Récompenses
- Oscars 2011 : Oscar des meilleurs décors pour Alice au pays des merveilles

### Nominations
- Oscars 1987 : Oscar des meilleurs décors pour La Couleur de l'argent
- BAFTA 2011 : British Academy Film Award des meilleurs décors pour Alice au pays des merveilles